# Книга бувальщин і небилиць про ведмедів і ведмедиць
«Книга бувальщин і небилиць про ведмедів і ведмедиць» (рос. «Книга былей и небылиц про медведей и медведиц») — збірка оповідань російського радянського письменника Кожевникова Олексія Венедиктовича. Книга побачила світ у 1983 році.

## Про книгу
Збірка оповідань «Книга бувальщин і небилиць про ведмедів і ведмедиць» була останнім творінням Олексія Кожевникова. Як писав сам автор, задум написати цю книгу виник у нього давно, ще коли він жив та працював на Півночі та Сході Росії. Однак, збірка була надрукована вже після смерті Олексія Кожевникова, в 1983 році.

## Сюжет
Книга складається з 16 маленьких оповідань про взаємини людей та медмедів. У творах гарно, а головне ретельно описується побут і традиції мешканців Уралу та Сибіру.

## Розповіді
- Ведмідь - липова нога
- Ведмідь-перевертень
- Ведмідь-бджоляр
- З ведмедем навколо світу
- Ведмідь-палій
- Ведмідь-ключник
- Ведмеже кохання
- Ведмідь-орач
- Ведмідь, взутий у капкан
- Ведмідь-геолог
- Ведмежі сльози
- Двуликий ведмідь
- Ведмідь-недоумок
- Ведмідь Тунгузький
- Ведмідь-бокораш
- Ведмідь-будівельник